# Mil Mi-54
El Mil Mi-54 fue un proyecto del fabricante ruso Mil de un helicóptero civil bimotor, diseñado para reemplazar a los helicópteros Mi-2 y Mi-8. Estaba previsto que tuviese dos motores Saturn/Lyulka AL-32, rotor principal y de cola de cuatro palas, y tren de aterrizaje fijo. 